# AXIN2
AXIN2‏ (Axin 2) هوَ بروتين يُشَفر بواسطة جين AXIN2 في الإنسان.